# コイシイヒト
「コイシイヒト」は、2001年3月14日に発売された松たか子の12枚目のシングル。発売元はポリドール。

## 収録曲
1. コイシイヒト
  - 作詞:松たか子・川村結花　作曲:川村結花　編曲:深澤秀行
  - フジテレビ系『奇跡体験!アンビリバボー』エンディングテーマ
  - ミュージック・ビデオの監督は庵野秀明
2. another birthday
  - 作詞:松たか子　作曲:来生たかお  編曲:星勝
3. コイシイヒト（Instrumental）
4. another birthday（Instrumental）

## 収録アルバム
コイシイヒト
- a piece of life
- Five years 〜singles
- MATSU TAKAKO SINGLE COLLECTION 1999-2005
- footsteps -10th anniversary Complete Best-

another birthday
- a piece of life